# Hore Abbey
Hore Abbey (irl. An Mhainistir Liath) – XIII-wieczny klasztor cysterski; ostatni irlandzki klasztor ukończony przed reformacją. Znajduje się u podnóża słynnej Rock of Cashel.